# Portrait d'homme (Titien, Vienne)
Le Portrait d'un homme est une peinture à l'huile sur toile (88 × 75 cm) du Titien, datant de 1520 environ, et conservée au Kunsthistorisches Museum de Vienne.

## Histoire
L'œuvre est citée comme un Titien dans le Theatrum pictorium de la galerie de l'Archiduc Léopold Guillaume de 1660. Carlo Ridolfi, en 1648, pensait que l'identité de l'homme était le Parmesan Gian Giacomo Bartolotti, médecin de la marine militaire de la Sérénissime.
Certains auteurs ont attribué l'œuvre à Giorgione (Cook et Justi), alors qu'il revient à Titien pour la majorité des critiques. La datation est basée sur les comparaisons stylistiques, notamment sur la comparaison avec des œuvres telles que le Portrait d'un lettré de Hampton Court, qui a une composition très similaire.

## Description
D'un arrière-plan sombre émerge un personnage masculin, tourné de trois-quarts vers sa droite, le regard fixant  le lointain. Ile est vêtu d'un large manteau sombre, sur une veste brune et une chemise blanche. Les cheveux blancs sont longs jusqu'aux épaules et ondulés. La main gauche tient un bout de cordon, montrant deux anneaux qui certifient le statut social élevé du sujet.
Peinture à l'esthétique certaine, sa composition psychologique transmet dignité, noblesse de l'esprit, détermination, intelligence.